# 라이쿠 마코토
라이쿠 마코토(雷句誠, Raiku Makoto)는 일본의 만화가이다. 대표작은 갓슈벨이 있다.

## 작품 목록
- BIRD MAN (단편)
- 갓슈벨 시리즈